# Eligius Dekkers
Eligius Dekkers OSB, Taufname Jan Dekkers (* 20. Juni 1915 in Antwerpen; † 15. Dezember 1998 in Brügge) war Abt der Benediktinerabtei Sankt Peter in Steenbrugge (Belgien).

## Biografie
Jan Dekkers trat am 9. Oktober 1933 in die Benediktinerabtei Sankt Peter in Steenbrugge ein und erhielt bei seiner Profess am 13. Oktober 1934 den Ordensnamen Eligius. Am 23. Juli 1939 empfing er die Priesterweihe. Die Kenntnisse in Philosophie und Theologie hatte er sich vornehmlich im Selbststudium angeeignet. Sein besonderes Interesse galt der Liturgiewissenschaft und der Patrologie. Seine Prägung erfuhr er vor allem durch die Lektüre der Schriften von Romano Guardini, Pius Parsch und Odo Casel. 1944 wurde Eligius Dekkers zum Lektor für Kirchengeschichte und Patrologie im Hausstudium seines Klosters bestellt. Später dozierte er Liturgiewissenschaft und Patrologie auch an der Katholischen Universität Löwen. Im Jahr 1967 wurde er von seinen Mitbrüdern zum Abt des Klosters Steenbrugge gewählt und am 18. Mai 1967 benediziert. Dieses Amt hatte er bis 1978 inne. 1990 wurde er korrespondierendes Mitglied der British Academy.
Großes Ansehen erwarb sich Eligius Dekkers durch zahlreiche wissenschaftliche Publikationen, aber auch durch populärwissenschaftliche Schriften. Seine bedeutendste Leistung ist die Begründung des Corpus Christianorum, einer Reihe, die sich der Publikation kritischer Neueditionen der Werke der Kirchenväter und Kirchenschriftsteller widmet. Für diese Reihe erarbeitete er selbst den Clavis Patrum Latinorum, das Verzeichnis der lateinischen Kirchenschriftsteller und ihrer Werke. Zu seinen Ehren und zur Förderung der von ihm begonnenen Arbeit wurde an der Universität Leuten der Dom Eligius Dekkers Fund for the Edition and Transmission of Pre‐Modern Texts & Ideas gegründet.

## Auszeichnungen
- 1968 Ehrendoktorat der Katholischen Universität Leuven
- 1980 Berufung in das Kuratorium der Stiftung Vetus Latina (Beuron)

## Veröffentlichungen (Auswahl)
- Eligius Dekkers: Le succès étonnant des écrits pseudo-augustiniens au Moyen Âge. In: Fälschungen im Mittelalter V. Fingierte Briefe; Frömmigkeit und Fälschungen; Realienfälschungen (= MGH Schriften. Band 33). Hahn, München 1988, S. 361–368.
- Eligius Dekkers: Quelques notes sur des florilèges augustiniens anciens et médiévaux. In: Bernard Bruning, Mathijs Lamberigts, Jozef van Houtem (Hrsg.): Collectanea Augustiniana. Mélanges T. J. van Bavel. Band 1. Löwen 1990, S. 27–44.
- Eligius Dekkers (Hrsg.): Clavis patrum latinorum (= Corpus Christianorum. Series Latina). 3. Auflage. Brepols, Steenbrugge 1995, ISBN 2-503-51258-5.